# Charlestown (Boston)
Charlestown é uma parte da cidade de Boston, Massachusetts. Fundada em 1628, Charlestown era inicialmente uma povoação separada da cidade de Boston, sendo a primeira capital da Massachusetts Bay Colony, nome original do actual estado de Massachusetts. Com o crescimento de ambas as povoações, acabaram por se fundir, sendo Charlestown anexada a Boston em 1874.
Charlestown está localizada a nordeste do centro de Boston sobre uma península que se estende para sudoeste entre o Charles River e o Mystic River. Uma boa parte da sua população é de origem irlandesa.
O enquadramento geográfico de Charlestown mudou muito desde os tempos coloniais. Um conjunto de aterros levou à expansão de Boston para a Back Bay, fazendo desaparecer algumas colinas e expandiu Charlestown, eliminando o estreito denominado Charlestown Neck que ligava o extremo noroeste da Península de Charlestown ao continente.
A 17 de Junho de 1775 travou-se na Península de Charlestown a Batalha de Bunker Hill. Bunker Hill localizava-se no extremo noroeste da península, próximo do Charlestown Neck, a cerca de um quilómetro e meio do rio Charles (Charles River). Na realidade a batalha teve lugar na Breed's Hill, que dominava a cidade e o porto e se situava a cerca de 400 m do extremo da península. A maior parte da cidade, incluindo os molhes e cais, foi destruída pelo fogo durante a batalha. O Monumento de Bunker Hill, construído em Charlestown, comemora a batalha.
Charlestown é o local de nascimento do inventor Samuel F. B. Morse.
O extremo norte do percurso cultural denominado Freedom Trail (Caminho da Liberdade) está em Charlestown.

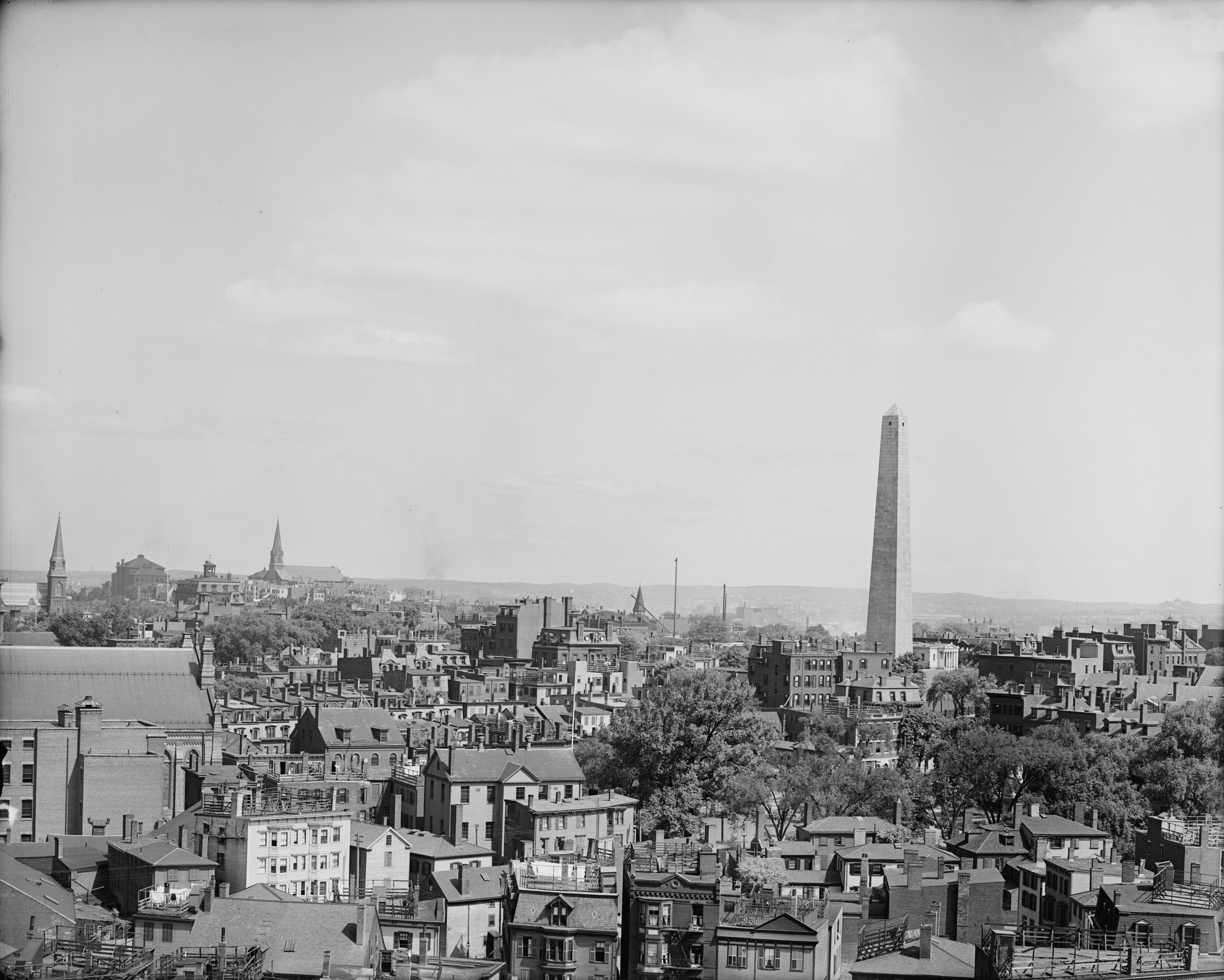
Vista de Boston, Charlestown e Bunker Hill (fotografia feita entre 1890 e 1910)
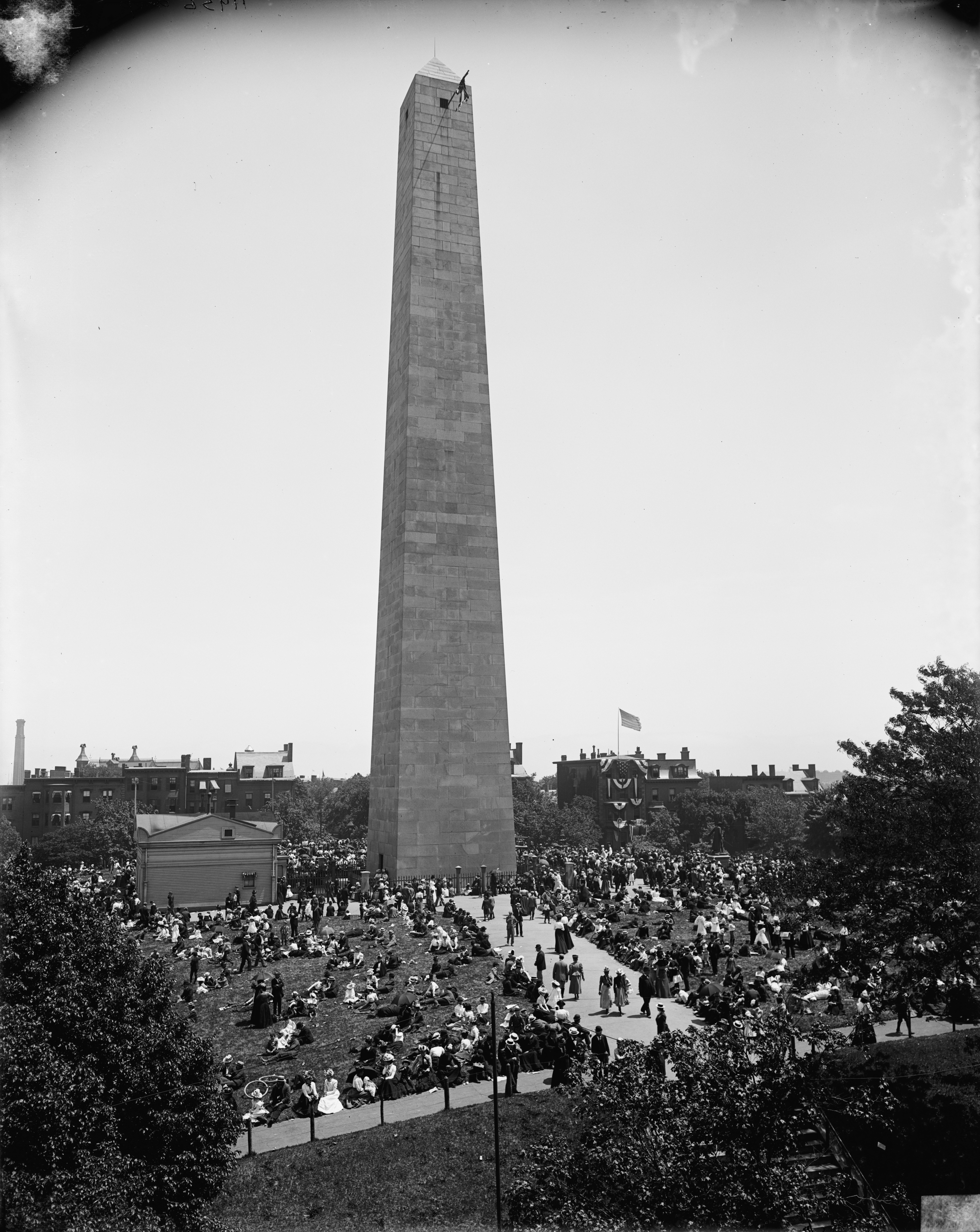
O Monumento de Bunker Hill e Charlestown (fotografados entre 1890 e 1901)
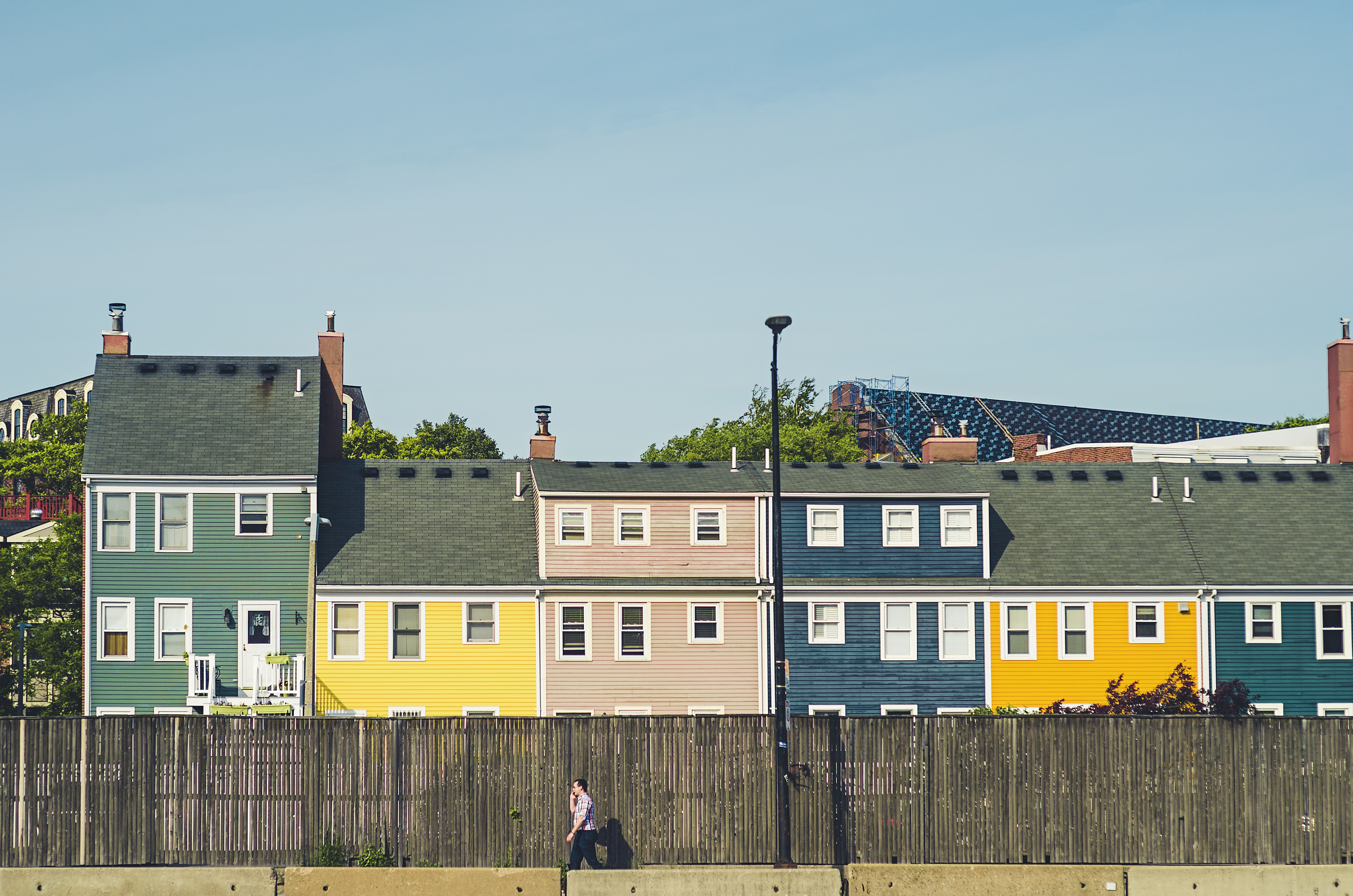
Em 2016.